# Pomerode
Pomerode é um município do estado de Santa Catarina, no Brasil. Localizado na Mesorregião do Vale do Itajaí e na Microrregião de Blumenau, é conhecido por ser "A cidade mais alemã do Brasil". Sua população total em 2022 era de 34 289 habitantes, conforme dados do IBGE, e a área total do município é de 214.299 km2, com densidade habitacional de 160,01 habitantes por quilômetro quadrado. 
Além do português, grande parte da população local fala um alemão bastante próximo do alemão-padrão (Hochdeutsch), ao passo que a língua original da maioria dos pomerodenses é o pomerano. Portanto, há a coexistência desses três códigos linguísticos na cidade (português, alemão e pomerano).

## História
Até o século XVI, a região do atual município de Pomerode era território tradicional dos índios carijós e xokleng. Com a chegada dos colonizadores portugueses, nesse século, os carijós foram escravizados e exterminados.
Desde então, a região permaneceu inabitada ou pouco povoada, até o início da imigração alemã no Brasil, no século XIX. Foi, então, fundada uma colônia na área, criada em 1863 pelos imigrantes pomeranos, estrategicamente localizada entre Blumenau e Joinville. A localização foi incentivada pelo doutor Hermann Blumenau, para que, assim, se fortalecesse o comércio entre ambas as cidades. Os lotes de terras foram divididos entre os imigrantes, que se dedicaram à produção de arroz, batata, fumo, mandioca, feijão e à criação de animais. Com a chegada do século XX, pequenas indústrias se instalaram na região, com destaque para as de porcelana.
A maior parte desses imigrantes alemães vieram da histórica região da Pomerânia, de onde se origina o nome do município, situada entre o norte da Alemanha, onde atualmente existe o estado intitulado Mecklenburg-Vorpommern. Alguns pomeranos são descendentes de uma mistura de povos germânicos e eslavos e, desde o século XII, quando passaram a fazer parte do Sacro Império Romano-Germânico, sofreram um processo de germanização de seu idioma e costumes. Porém a Pomerânia Ocidental esteve subjugada durante longo tempo pelos suecos e, mais tarde, como parte da província Pomerânia, pelos prussianos. Após certo tempo, surgiu o estado Alemão Mecklenburg-Vorpommern, uma fusão de Mecklenburg e Pomerânia Ocidental. A parte leste da Pomerânia ficaria com a Polônia após a Segunda Guerra Mundial.
Dentre os diversos grupos de alemães que emigraram para o Brasil, os pomeranos formavam uma minoria. Quando aqui chegaram, mesclaram-se com outros grupos germânicos, o que contribuiu para que perdessem sua herança cultural em muitas cidades. Apenas em três estados brasileiros os pomeranos formaram comunidades autônomas que mantiveram seus costumes: em Santa Maria de Jetibá, no Espírito Santo; em São Lourenço do Sul, no Rio Grande do Sul; e em Pomerode.
Com o fim da II Guerra Mundial, a maior parte da Pomerânia foi anexada à Polônia e apenas uma pequena parcela ficou com a Alemanha, chamada de Mecklemburgo-Pomerânia Ocidental. Muitos pomeranos se refugiaram na Alemanha Oriental ou emigraram para outros países, perdendo grande parte de seus costumes. Prova disso é que o Brasil tem mais falantes da antiga língua pomerana do que a própria Alemanha.
No Brasil, a II Guerra Mundial também foi decisiva para a nacionalização dos imigrantes pomeranos. O ex-presidente Getúlio Vargas, após declarar guerra à Alemanha, proibiu o uso da língua alemã no País, a construção de casas com arquitetura germânica e as manifestações ligadas à cultura da Alemanha. Isso afetou Pomerode e todas as demais colônias no Brasil, que passaram a se abrasileirar cada vez mais. Muitos colonos Alemães sofreram repressão, agressões e tiveram seus nomes mudados devido ao preconceito e radicalismo de Getúlio Vargas, então presidente. Isso fez com que o povo perdesse sua cultura natural. Inclusive, muitos colonos alemães morreram durante essa época porque não sabiam falar o português para procurar o hospital, em caso de alguma doença. Hoje em dia, o uso do idioma germânico diminui, à medida que o português ganha espaço e a juventude não se interessa mais em aprender o alemão.
Em 21 de janeiro de 1959, a cidade se emancipou de Blumenau e ganhou status de município, tendo, como primeiro prefeito (provisório), Guilherme Alípio Nunes.
Em 2000, uma cópia do portão de tijolos do porto marítimo em Estetino (Szczecin) foi erguida em Pomerode. É um símbolo de memória da região Pomerânia e sua capital Estetino.
Ao todo, aproximadamente 300 mil brasileiros são descendentes de alemães pomeranos.

## Geografia

### Clima
O clima é quente e temperado. Existe uma pluviosidade significativa ao longo do ano. Mesmo o mês mais seco ainda assim tem muita pluviosidade. Segundo a Köppen e Geiger a classificação do clima é Cfa. Em Pomerode a temperatura média é 20.6 °C. 1571 mm é o valor da pluviosidade média anual.
| Dados climatológicos para Pomerode | Dados climatológicos para Pomerode | Dados climatológicos para Pomerode | Dados climatológicos para Pomerode | Dados climatológicos para Pomerode | Dados climatológicos para Pomerode | Dados climatológicos para Pomerode | Dados climatológicos para Pomerode | Dados climatológicos para Pomerode | Dados climatológicos para Pomerode | Dados climatológicos para Pomerode | Dados climatológicos para Pomerode | Dados climatológicos para Pomerode | Dados climatológicos para Pomerode |
| Mês                                | Jan                                | Fev                                | Mar                                | Abr                                | Mai                                | Jun                                | Jul                                | Ago                                | Set                                | Out                                | Nov                                | Dez                                | Ano                                |
| ---------------------------------- | ---------------------------------- | ---------------------------------- | ---------------------------------- | ---------------------------------- | ---------------------------------- | ---------------------------------- | ---------------------------------- | ---------------------------------- | ---------------------------------- | ---------------------------------- | ---------------------------------- | ---------------------------------- | ---------------------------------- |
| Temperatura máxima média (°C)      | 29,9                               | 29,3                               | 27,4                               | 25                                 | 22,4                               | 21,4                               | 21,4                               | 22                                 | 23,4                               | 25,4                               | 27,7                               | 27,2                               | 25,2                               |
| Temperatura média (°C)             | 25,1                               | 24,7                               | 22,7                               | 20,4                               | 17,6                               | 16,6                               | 16,7                               | 17,4                               | 18,9                               | 21                                 | 22,9                               | 22,6                               | 20,5                               |
| Temperatura mínima média (°C)      | 20,3                               | 20,1                               | 18,1                               | 15,8                               | 12,9                               | 11,9                               | 12                                 | 12,9                               | 14,5                               | 16,6                               | 18,2                               | 18                                 | 15,9                               |
| Precipitação (mm)                  | 179                                | 195                                | 151                                | 108                                | 101                                | 102                                | 83                                 | 111                                | 121                                | 148                                | 122                                | 150                                | 1 571                              |
| Fonte:                             |                                    |                                    |                                    |                                    |                                    |                                    |                                    |                                    |                                    |                                    |                                    |                                    |                                    |
| Fontes: Climate-data               |                                    |                                    |                                    |                                    |                                    |                                    |                                    |                                    |                                    |                                    |                                    |                                    |                                    |

## Idiomas

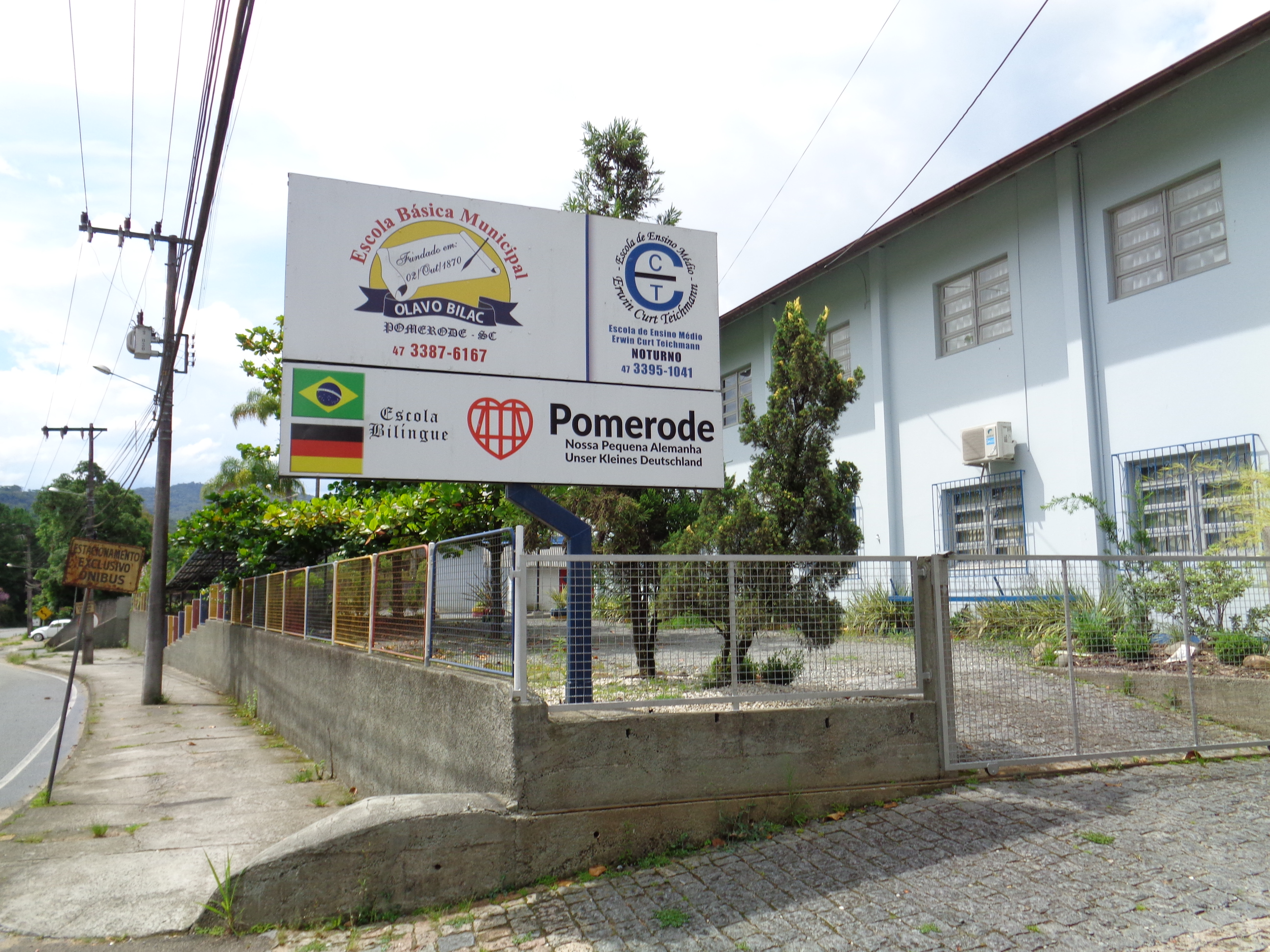
Inscrição indicando escola pública bilíngue nas línguas portuguesa e alemã, em Pomerode.

Imigrantes alemães da Pomerânia estabeleceram-se na região entre 1860–1880. A língua original desses imigrantes era o baixo-alemão, um conjunto de dialetos regionais falados no norte da
Alemanha. A instrução dada nas escolas, antes da campanha de nacionalização, era feita em alemão-padrão (Hochdeutsch) que, por ser a língua de prestígio, foi substituindo o pomerano. O pomerano, então, passou a manifestar-se apenas na linguagem oral, ao passo que o alemão-padrão passou a predominar. Na década de 1930, com a nacionalização, as escolas alemãs foram fechadas, mas foram reabertas na década de 1970. Atualmente, o alemão falado em Pomerode é muito próximo do alemão-padrão coloquial, mas com incorporações lexicais do português e as consequentes adaptações ao sistema morfológico e fonológico do alemão.
Assim, em Pomerode, três códigos linguísticos coexistem (o português, o alemão próximo do padrão e o Platt/pomerano) e seus habitantes misturam essas línguas, de forma inconsciente e natural, no seu modo de falar. Todavia, a população jovem, em geral, só fala o alemão até entrar na escola, pois o português é visto como a língua necessária para a inserção no mercado de trabalho.
Platt é relativo a "baixo", ou seja baixo-alemão, pois é falado nas terras baixas do norte da Alemanha. Ao lado do dialeto Hunsrückisch, o pomerano é o falar germânico mais difundido entre a população teuto-brasileira.
Em 1 de setembro de 2010, o município instituiu a língua alemã como co-oficial secundária. Em 23 de maio de 2017, o município também instituiu a língua pomerana como cooficial.

## Turismo

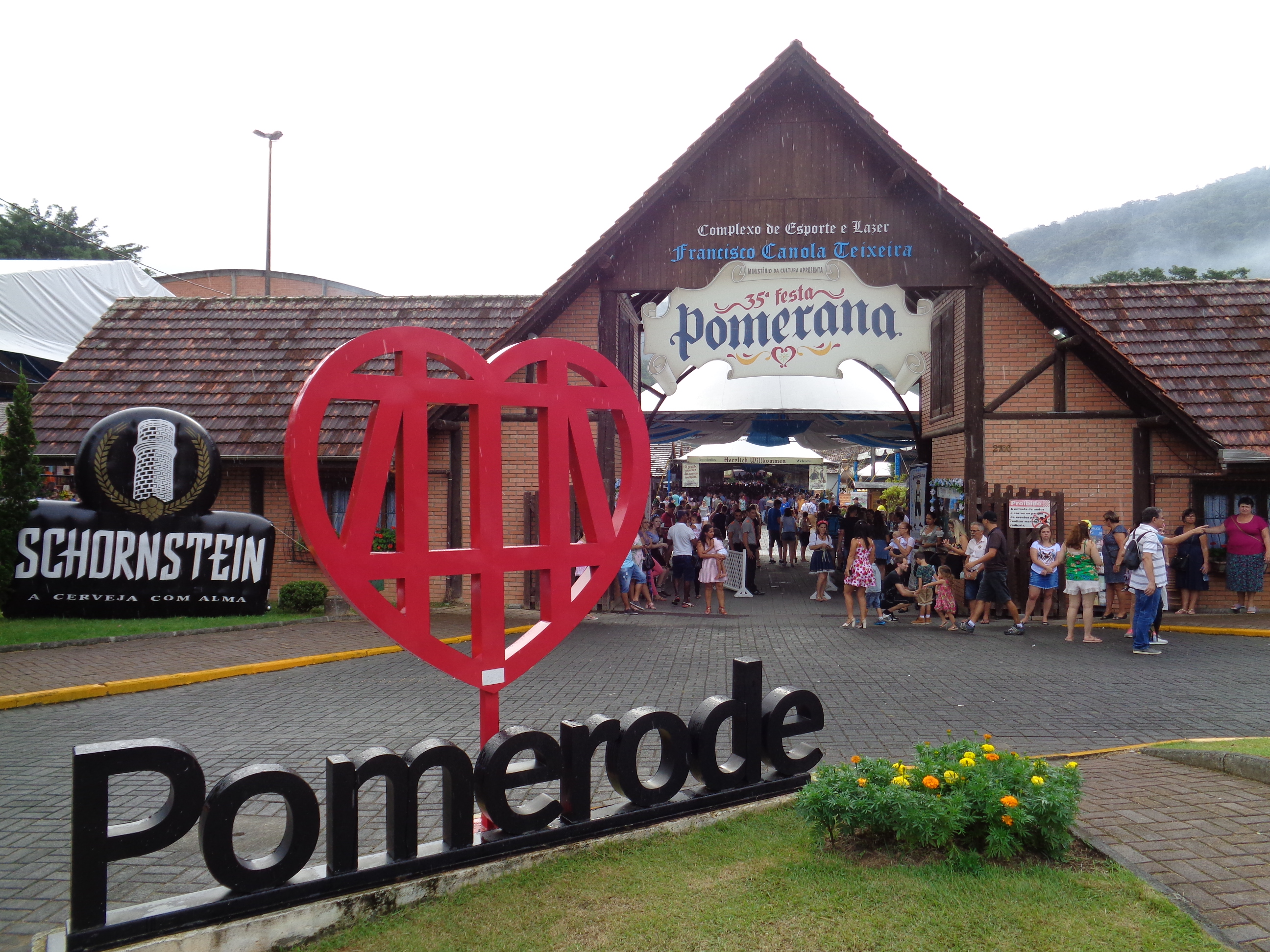
Entrada da trigésima quinta Festa Pomerana, em Pomerode.

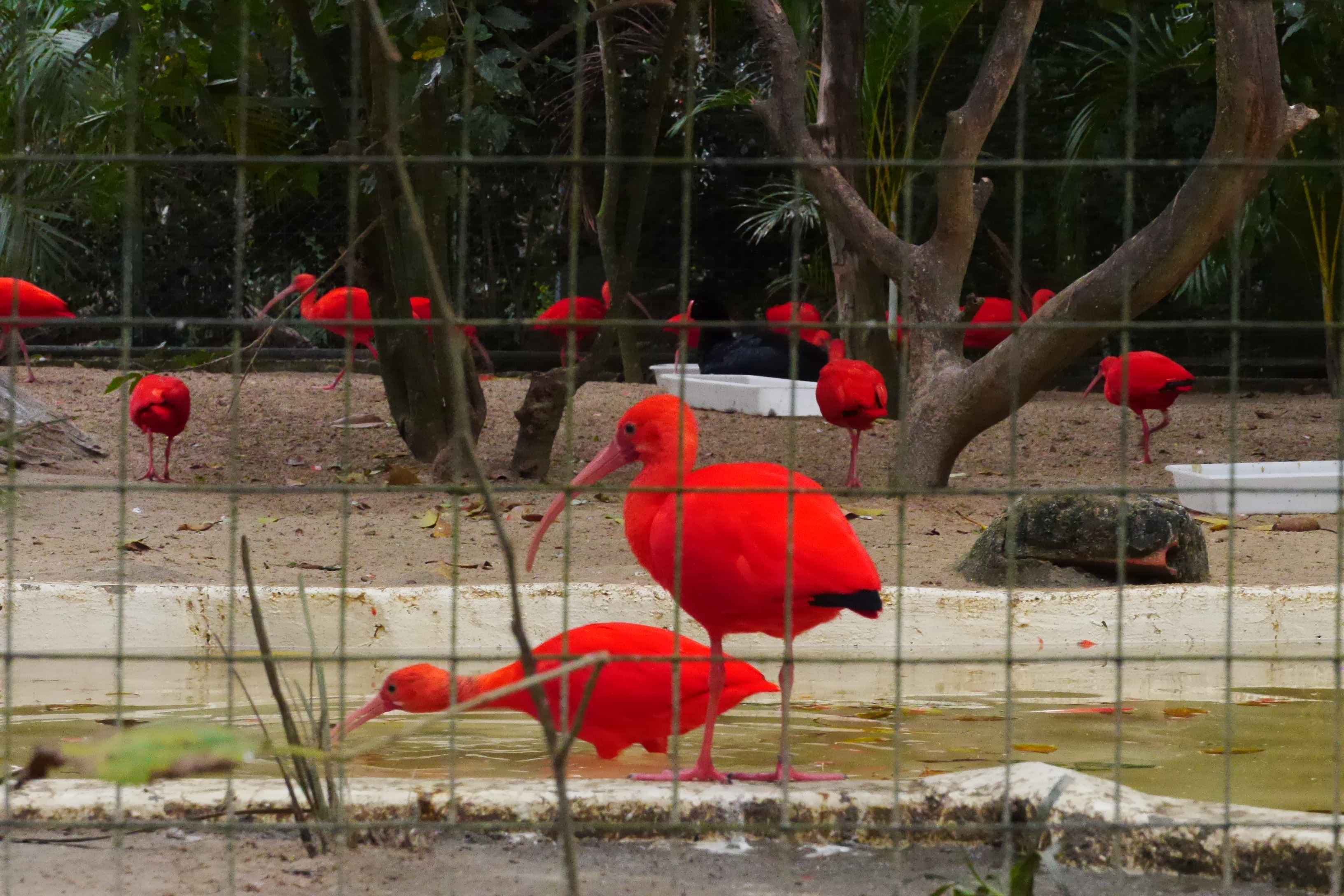
Guarás, apenas uma das muitas espécies de animais presentes no zoológico de Pomerode

Em muitos lugares da cidade, há casas edificadas de acordo com a típica arquitetura germânica enxaimel, restaurantes de comida alemã e festas que celebram as tradições germânicas, cuidadosamente preservadas por seus habitantes.
Todo ano, no mês de janeiro, acontece a Festa Pomerana na cidade, uma festa conhecida por ser voltada à cultura alemã, muito parecida com a Oktoberfest. Há muitos aspectos da cultura local que acontecem nessas comemorações, como o ritual do casamento pomerano tradicional, comidas e bebidas típicas e música alemã.
Existe uma feira de artesanato, com venda de produtos locais e da região; encontra-se vestuário, as tradicionais cucas, chocolates, linguiças e itens em MDF, com destaque ao Fensterbilder (imagens em janela), produzidos na cidade. Bem como todos os artigos de roupa típica alemã, canecos, tirantes, chapéus e os bótons para enfeite.
Na festa, há diversas competições entre os moradores, como o chope em metro, disputa de serrar madeira, tiro ao alvo, concurso de Miss da Festa Pomerana, entre outros. Cada edição reúne cerca de 25 mil pessoas e dura quase 2 semanas.
Há também outras festas, como a Osterfest (Páscoa), o Natal, Mercado das Pulgas (feira de objetos usados) etc.

## Cidades Irmãs
- Greifswald, Alemanha (desde 2005)
- Torgelow, Alemanha (desde 2008)